# Adarnassé Ier d'Ibérie
Pour les articles homonymes, voir Adarnassé Ier.
Adarnassé Ier (en géorgien : ადარნასე I) ou Adarnersé (ადრნერსე, aussi traduit en Atrnerseh) est un prince-primat d'Ibérie de la dynastie des Chosroïdes, qui règne de 627 à 637/642.

## Biographie
Selon Cyrille Toumanoff, Adarnassé est le fils de Bakour III, le dernier roi d'Ibérie, et un duc héréditaire (eristawi) de Kakhétie. En 627, il aide les armées byzantines et khazares lors du siège de Tbilissi et est fait prince d'Ibérie par l'empereur byzantin Héraclius Ier, qui a fait exécuter le pro-Sassanides prince Stéphanos Ier. Toutefois, entre 637 et 642 (après la bataille d'al-Qadisiyya et avant celle de Nahavand), il joint ses forces avec le prince albanien Javanshir dans une attaque contre une garnison perse en Albanie du Caucase.
Selon l'historien du VIIe siècle Moïse Daskhurantsi, Adarnassé Ier porte trois titres byzantins. C'est pour cela que l'historien Vakhtang Djobadzé l'identifie avec le consul honoraire Adarnassé (Adarnassé Hypatos), mentionné dans une inscription du monastère de la Croix, à Mtskheta. Cyrille Toumanoff, en accord avec Daskhurantsi, prétend toutefois que l'Adarnassé de Mtskheta est en réalité Adarnassé II, le petit-fils d'Adarnassé Ier. Ses autres titres peuvent être patrice et stratelates.

## Descendance
Il a de son épouse ou d'une concubine inconnue un fils unique :
- Stéphanos, prince-primat d'Ibérie[2].